# Желуцьк
Желу́цьк — пасажирська зупинна залізнична платформа Рівненської дирекції Львівської залізниці.
Розташована у лісі за селом Великий Жолудськ Володимирецького району Рівненської області на лінії Сарни — Ковель між станціями Рафалівка (11 км) та Антонівка (11 км).
Станом на 2025 рік, щодня одна пара приміського поїзда прямує за напрямком Ковель-Пасажирський — Сарни.